# Tätt intill korset är vi alla trygga
Tätt intill korset är vi alla trygga är en psalm med text skriven 1937 av Nils Bolander och musik skriven 1965 av Daniel Olson.

## Publicerad i
- Psalmer och Sånger 1987 som nr 513 under rubriken "Kyrkoåret - Fastan"[1]